# 米亚利蒂亚娜·克莱尔
米亚利蒂亚娜·克莱尔（Mialitiana Clerc，2001年11月16日—）是一名马达加斯加女子高山滑雪运动员。她生于马达加斯加，一岁时被一个法国的家庭收养，並在三岁时练习滑雪。九岁时加入了当地的一家俱乐部。2017年，她达到了国际滑雪联合会的要求，获得了2018年平昌冬奥的参赛资格。在冬奥期间她参加女子曲道和女子大曲道两个项目，分别获得第48名和第47名。
克莱尔在2018年平昌冬奥的成绩：
| 比赛       | 第一次  | 第一次 | 第一次  | 第一次 | 合计    | 合计 |
| 比赛       | 时间    | 排名   | 时间    | 排名   | 时间    | 排名 |
| ---------- | ------- | ------ | ------- | ------ | ------- | ---- |
| 女子大曲道 | 1:21.82 | 55     | 1:17.18 | 42     | 2:39.00 | 48   |
| 女子曲道   | 1:01.24 | 53     | 59.03   | 48     | 2:00.27 | 47   |